# Old Cambridgeport Historic District
Der Old Cambridgeport Historic District ist ein seit 1983 im National Register of Historic Places eingetragener Historic District in Cambridge, Massachusetts. Der Bezirk umfasst insgesamt 14 Bauwerke aus dem 19. Jahrhundert, darunter das als National Historic Landmark anerkannte Margaret Fuller House.

## Beschreibung
Der NRHP-Eintrag umfasst die folgenden Contributing Properties:
| Nr. | Bezeichnung             | Adresse                   | Baujahr   |
| --- | ----------------------- | ------------------------- | --------- |
| 1   | Samuel P. P. Fay House  | 172 Harvard Street        | 1805      |
| 2   | Margaret Fuller House   | 71 Cherry Street          | 1806      |
| 3   |                         | 119-151 Cherry Street     | ca. 1830  |
| 4   |                         | 159-161 Cherry Street     | ca. 1830  |
| 5   | Lucius Paige House      | 296 Washington Street     | 1837      |
| 6   | Thomas Whittemore House | 288 Washington Street     | 1837      |
| 7   | Thomas Whittemore House | 271-273 Washington Street | 1837–1838 |
| 8   |                         | 137-139 Cherry Street     | ca. 1840  |
| 9   | James Boardman House    |                           | 1843      |
| 10  | Jacob Eaton House       | 12 8 Cherry Street        | ca. 1844  |
| 11  |                         | 116-120 Cherry Street     | ca. 1845  |
| 12  |                         | 87 Cherry Street          | ca. 1845  |
| 13  |                         | 167 and 169 Cherry Street | 1850      |
| 14  | Allen Block             | 177-183 Harvard Street    | 1871–1877 |